# Csukárd-Terlény

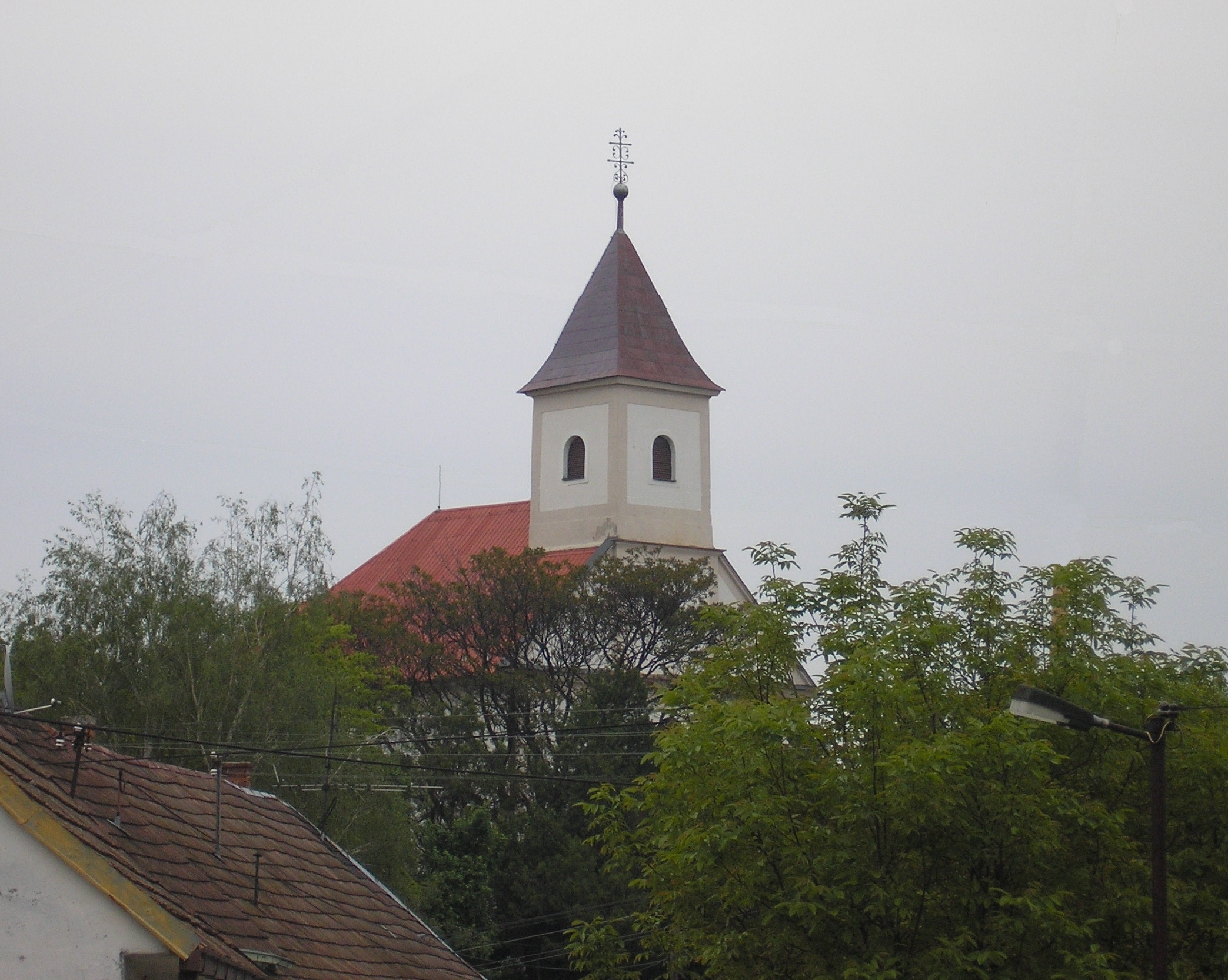
Katolikus templom

Csukárd-Terlény (szlovákul Vinosady, németül Zuckersdorf-Terling) község Szlovákiában, a Pozsonyi kerületben, a Bazini járásban.
Csukárd és Terlény községeket 1964-ben egyesítették. Ma a két falu együtt alkotja Vinosady községet.

## Fekvése
Bazintól 2 km-re északkeletre található.

## Története
A mai község helyén a régészeti leletek tanúsága szerint a 9. században nagymorva település volt.
1208-ban Bazin határleírásában említik először Turdun néven. Sikeresen átvészelte az 1241. évi tatár támadásokat, mert 1256-ban újra említik, mint Bazin szomszédos települését. Ekkor a Csukár család birtoka. 1291-ben Csukár Péter fia János a birtokot a pozsonyi káptalannak adományozta. Nem sokkal ezután a birtok egy része a Szentgyörgyi-Bazini grófoké lett. Ezt a részt 1292-ben Minor Turne néven említi oklevél, melyet későbbi magyar nevén Terlénynek neveztek. A kipusztított lakosság pótlására még a 13. században németeket telepítettek. A német Tierling névből ered a falu későbbi magyar neve is, míg a káptalani birtok Csukárd neve a korábbi birtokos Csukár család nevéből ered. Így már a 13. században kialakult a mai település – egykor két önálló község – két része. A két település a 18. századig megőrizte német többségét, ezután a németeket fokozatosan szlovákok váltották fel. Lakói főként szőlőtermesztéssel, borászattal foglalkoztak.
Vályi András szerint "CSUKÁRD. Zukkersdorf. Tót falu Posony Vármegyében, földes Ura a’ Posonyi Káptalanbéli Uraság, lakosai katolikusok, fekszik Czajlának szomszédságában, Modor, és Bazing között, mind a’ kettőtöl fél mértföldnyire. Nevezetesek a’ borai arról, hogy más jó tulajdonságjaik mellett (vizellet hajtó) foganatosságúak. Czajla vize foly alatta, réttyei jók, fával való kereskedéseken kivűl, határjának egyéb ’s vagyonnyának középszerű, voltokhoz képest, második Osztálybéli."
"TERLING. Tót falu Pozsony Várm. földes Ura Deschán Uraság, lakosai katolikusok, és evangelikusok, fekszik Modrához közel, és annak filiája, Csukárdnak szomszédságában; határja 1  nyomásbéli, rozsot, árpát, zabot jól terem, erdeje, réttye, legelője, szőleje van, piatza Bazinban, Modrán, és Pozsonyban."
Fényes Elek szerint "Csukárd, (Zuckersdorf, Kucsisdorf), tót falu, Pozson vgyében, Bazinon felül 7 fertálynyira: 341 kath. lak., kik főképen bortermesztésből élnek, melly jóságára nézve a bazinihoz hasonló. Erdeje is van. F. u. a pozsonyi káptalan." 
"Terling, tót falu, Poson vgyében, Modortol délre 1 fertély óra, az országutban: 133 kath., 274 evang. lak., egy régi kastéllyal, s jó bortermesztéssel."
A trianoni békeszerződésig mindkét község Pozsony vármegye Szenci járásához tartozott. Csukárd és Terlény községeket 1964-ben egyesítették.

## Népessége
| Év:            | 1994. | 2004.    | 2014.    | 2024.    |
| -------------- | ----- | -------- | -------- | -------- |
| Emberek száma: | 842   | 1049     | 1276     | 1657     |
| Eltérés:       |       | +24,58 % | +21,63 % | +29,85 % |

| Év:            | 2023. | 2024.   |
| -------------- | ----- | ------- |
| Emberek száma: | 1624  | 1657    |
| Eltérés:       |       | +2,03 % |

1910-ben Csukárdnak (Veľké Trnie / Kučišdorf) 334, Terlénynek (Malé Trnie / Trlinok) 327, túlnyomórészt szlovák lakosa volt.
2011-ben 1202 lakosából 1136 szlovák.

## Nevezetességei

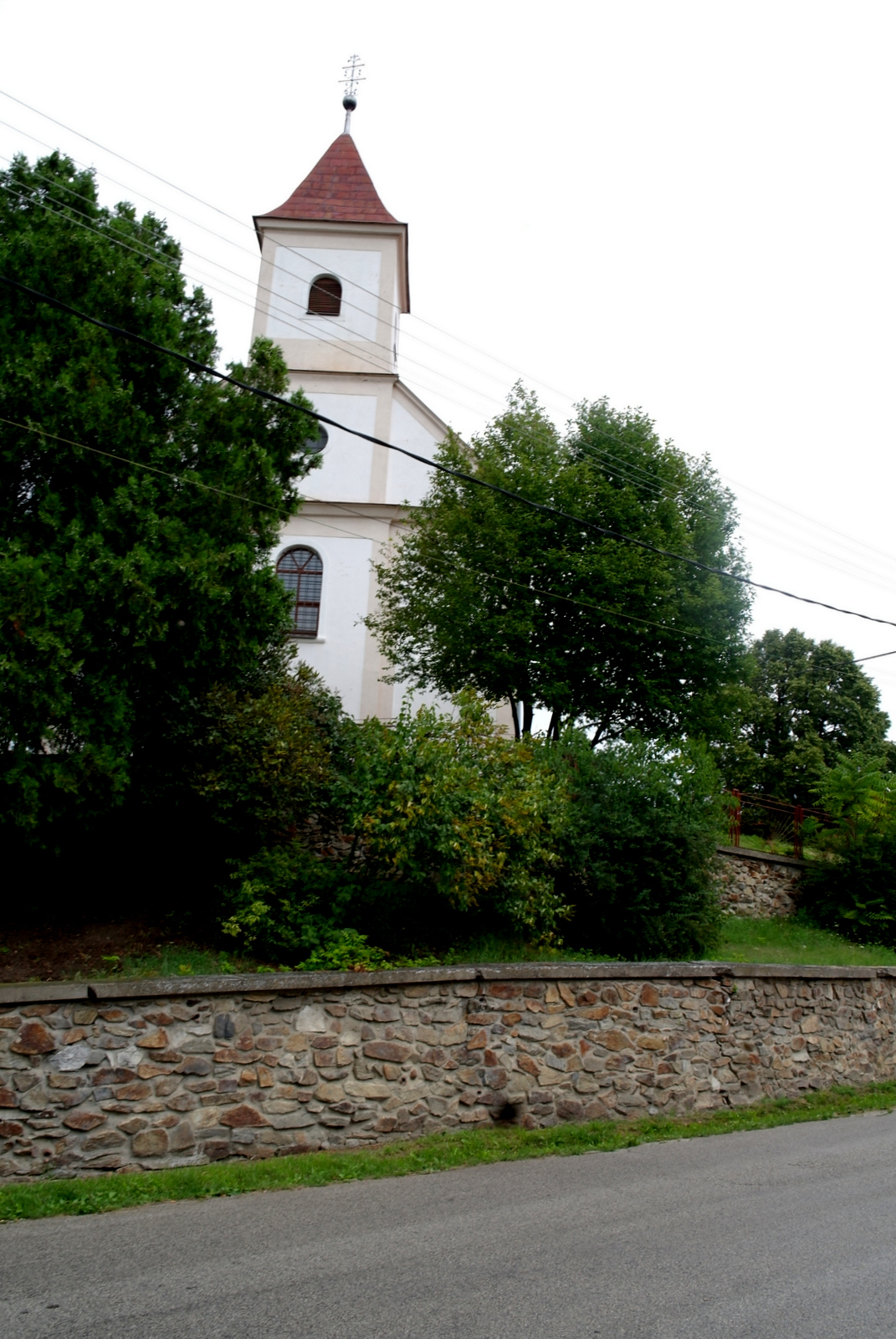
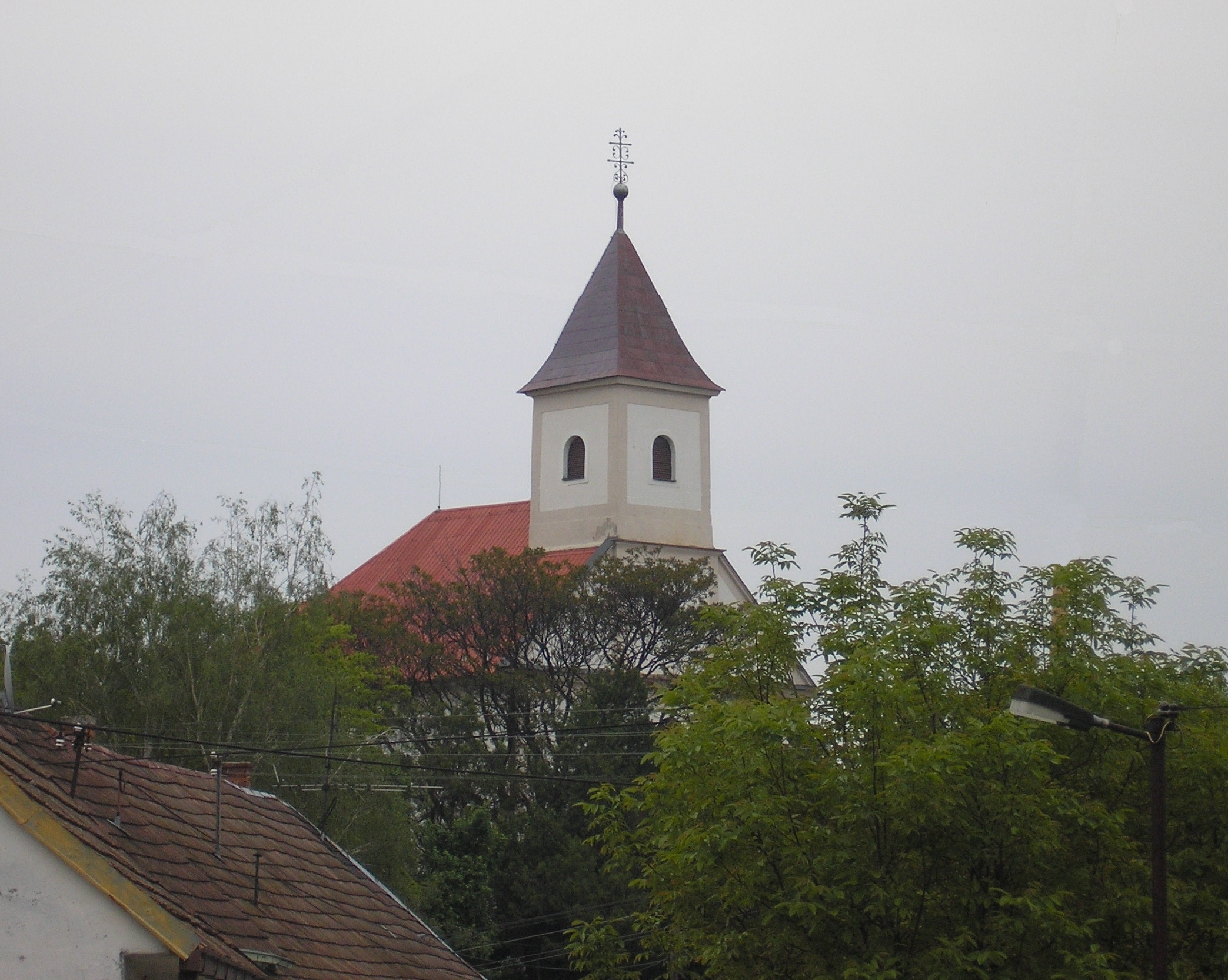

- Szent Márton tiszteletére szentelt római katolikus temploma a 19. században épült a korábbi 14. századi gótikus templom helyén.
- A Pálffy-kastély 1776-ban épült barokk stílusban, 1884-ben átépítették.
- Evangálikus harangláb.